# مایدوگوری
مایدوگوری (به لاتین: Maiduguri) یک شهر چند میلیونی در نیجریه است که در ایالت بورنو واقع شده‌است.